# Eustegasta variegata
Eustegasta variegata är en kackerlacksart som beskrevs av Robert Walter Campbell Shelford 1907. Eustegasta variegata ingår i släktet Eustegasta och familjen jättekackerlackor. Inga underarter finns listade i Catalogue of Life.